# Tague
Tague ou Taje (em árabe: التاج‎; romaniz.: at-Tāj/al-Tag/al-Taj; lit. "a Coroa") é uma vila e local sagrado no oásis de Cufra, dentro da sub-região do deserto da Líbia no Saara. Está no distrito de Cufra na região da Cirenaica, na Líbia. Seu nome deriva de sua posição acima da bacia de Cufra. Por estar numa elevação, não possui um oásis nem as nativas palmeiras.

## História

### Senussi
Tague foi fundada em 1895 por Maomé Mádi Senussi (1844–1902), após os otomanos expulsarem-o com a ordem Senussi de Giarabube no deserto da Cirenaica para Cufra. Ele era filho do fundador e líder supremo (1859–1902) da ordem. Fundou Zauia (madraça-escola) e uma mesquita com um minarete baixo octogonal. Ele também construiu vários túmulos para sua família lá, que mais tarde incluiu sua própria o que fez de Tague um lugar sagrado. Ele continuou relevante aos Senussi até a ocupação italiana em 1936.

### Segunda Guerra Mundial
No período colonial italiano, os italianos construíram um forte ao estilo da I Guerra Mundial ali em meados da década de 1930 sobre o sítio Senussi. O forte, aeródromo e cidade de Cufra foram tomadas pelas forças livres francesas e o Grupo de Longo Alcance do Deserto Britânico-Neozelandês na Captura de Cufra em 1941 na Campanha do Deserto Ocidental dos aliados.